# Paula Yates
Paula Elizabeth Yates (Colwyn Bay, 24 aprile 1959 – Londra, 17 settembre 2000) è stata una conduttrice televisiva, scrittrice e giornalista britannica.
Figlia d'arte (sua madre era la showgirl, attrice e scrittrice di romanzi rosa Helene Thornton, suo padre anagrafico era il conduttore televisivo Jess Yates, mentre il suo padre biologico era conduttore televisivo Hughie Green), divenne popolare grazie alla conduzione di programmi quali The Tube (1983), The Big Breakfast (1992-1996), ecc.
Fu la moglie del cantante Bob Geldof (dal 1986 al 1996) e la compagna del cantante australiano Michael Hutchence (il frontman degli INXS, morto suicida nel 1997) ed era la madre di Fifi Geldof, Peaches Geldof, Pixie Geldof e Heavenly Hiraani Tiger Lily Hutchence. Morì a 41 anni a causa di una overdose di eroina.

## Biografia

### Infanzia e adolescenza
Paula Yates era nata a Colwyn Bay, nel Galles nord-occidentale, il 24 aprile 1959 (o 1960, secondo altre fonti). Sua madre, Elaine Smith, in arte Heller Toren o Hellen Thompson, era nota come autrice di romanzi rosa, mentre colui che credeva suo padre, Jess Yates, era noto come conduttore di programmi religiosi e, per questo, soprannominato "The Bishop". Frequentò il Penrhos College, Ysgol Aberconwy a Conwy e visse per qualche periodo presso il Deganwy Castle Hotel", prima di trasferirsi in una grande casa a Rowen.
L'infanzia della Yates fu tutt'altro che facile: i suoi genitori si separarono quando lei aveva 8 anni. Colui che riteneva essere suo padre, il conduttore televisivo Jess Yates, soffriva di depressione, mentre sua madre non riuscì mai a realizzare il suo sogno di sfondare nel mondo del cinema. Dopo il divorzio dei genitori Paula trascorse gran parte della sua vita assieme alla madre, con la quale visse tra Malta e Maiorca. All'età di 12 anni, infatti, Paula fu portata via da scuola da sua madre con una scusa (un'udienza con il padre) e venne condotta nell'isola spagnola.

### 1976-1987: l'incontro e il matrimonio con Bob Geldof e il successo televisivo
Nel 1976 la Yates si trasferì a Londra. Nella capitale britannica incontrò il cantante dei Boomtown Rats Bob Geldof, con il quale incominciò una relazione sentimentale che sarebbe durata 19 anni". I due "uscirono allo scoperto" durante un viaggio in aereo che doveva condurre il gruppo a Parigi. Nel 1979 la Yates incominciò a diventare popolare posando nuda per la rivista Reform Club. Nel 1980 la Yates pubblicò il suo primo libro, Rock Stars in Their Underpants, che fu definito da Andy Warhol "la più grande opera d'arte dell'ultimo decennio". Nello stesso anno, la Yates posò nuda per la rivista Penthouse.
Nel 1982 condusse, assieme a Jools Holland il programma The Tube. Sempre nello stesso anno, la Yates pubblicò anche un disco, incidendo una cover del brano di Nancy Sinatra These Boots Are Made for Walkin'. L'anno seguente, il 31 marzo, la Yates diede alla luce la prima figlia avuta da Geldof, FifiTrixibelle. Nel 1985 la Yates fu scelta per condurre, assieme all'ex-tastierista degli Squeeze Jools Holland il programma dell'emittente Channel 4 The Tube.
Il 31 agosto 1986 la Yates sposò a Las Vegas Bob Geldof. Al matrimonio fecero da testimoni Dave Stewart ed Annie Lennox e Simon Le Bon. In quel periodo, la popolarità di Paula Yates era così alta da oscurare persino quella dello stesso Geldof, che veniva soprannominato "Mr. Yates". Tra il 1989 e il 1990 nacquero le altre due figlie della Yates e di Geldof, Peaches Honeyblossom Michelle Charlotte Angel Vanessa Geldof (nata il 16 marzo 1989) e Little Pixie Geldof (nata il 17 settembre 1990). Nel 1992 la Yates condusse il programma The Big Breakfast, trasmesso da Channel 4. Nel 1995 uscì un'autobiografia della Yates, in cui la conduttrice televisiva rese noti i particolari della sua travagliata infanzia.

### La relazione con Michael Hutchence e la scoperta del padre naturale
Durante la conduzione di The Big Breakfast, Paula Yates conobbe il cantante Michael Hutchence, del quale si innamorò. Dalla relazione con Michael Hutchence nacque, il 22 luglio 1996, una bambina, Heavenly Hiraani Tiger Lily Hutchence. Alla bambina fece da padrino Nick Cave. Nel frattempo la Yates perse la custodia legale delle tre figlie avute da Geldof. Nel novembre dell'anno successivo Hutchence fu trovato impiccato in una stanza d'albergo di Sydney. La morte di Hutchence fece sprofondare la Yates in uno stato di depressione. Dopo la morte del compagno, la Yates, che rifiutava l'idea che Hutchence si potesse essere suicidato., disse:
La relazione tra i due sarebbe stata definita in seguito da un amico della coppia, l'attore Rupert Everett, come "due treni in collisione". Lo stesso Everett, notoriamente omosessuale, avrebbe dichiarato anni dopo nella sua autobiografia Red Carpets and Other Banana Skins, uscita nel 2006, di aver avuto una "strana relazione" con la Yates durata 6 anni mentre era sposata con Geldof. Dopo la morte di Hutchence la Yates si trovò ad affrontare una battaglia legale con i parenti del cantante per la custodia della figlia.. Cadde anche in difficoltà finanziarie tali da essere costretta a vendere i propri gioielli per pagare le bollette. L'anno seguente alla tragica fine di Hutchence, la Yates fu salvata da un tentativo di suicidio, messo in atto con le stesse modalità che avevano portato alla morte il compagno.

### La morte prematura
La mattina di domenica 17 settembre 2000, giorno del decimo compleanno della figlia Pixie, Paula Yates fu rinvenuta priva di vita nella sua casa di Notting Hill, a Londra. A rinvenire il corpo fu un'amica della Yates, la giornalista, Josephine "Jo" Fairley Sams, accorsa preoccupata dopo tre telefonate, a cui aveva risposto la figlia di 4 anni della conduttrice televisiva, Heavenly Hirrani Tiger Lily, che disse di non riuscire a svegliare la madre. Giunta sul posto intorno alle 10:10, la Sams trovò l'amica riversa sul letto, svestita, con uno strano colorito e coperta del proprio vomito e con a fianco alcune bottiglie di vodka vuote.
Dopo l'arrivo dei soccorritori, Paula Yates fu dichiarata morta alle ore 11:15. Sul posto, gli inquirenti di Scotland Yard, guidati dal Det. Ann Christensen, rinvennero tracce di eroina su un tavolino, di cocaina in una banconota da 5 sterline e tracce di marijuana. La prima ispezione sul corpo della conduttrice televisiva fu effettuata dal Dott. West. Secondo quanto dichiarato poi dal gestore di un negozio del quartiere dove viveva la Yates, la sera precedente, intorno alle ore 22.00, Paula era stata vista passeggiare per strada ubriaca, con i capelli trasandati e a piedi nudi, dopo che - com'era sua abitudine - era entrata per ben quattro volte nel negozio per acquistare bottiglie di vodka.
I funerali di Paula Yates si tennero sabato 23 settembre 2000 nella Chiesa di Santa Maddalena a Davington, nel Kent, la chiesa dove erano state battezzate le tre figlie avute da Bob Geldof. Alle esequie presero parte oltre ai parenti (circa un'ottantina) vari artisti, quali Bono, Nick Cave, Jools Holland, Rupert Everett, Yasmin LeBon, Annie Lennox e George Michael. Circa un centinaio di persone si erano invece radunate davanti alla casa di Bob Geldof e davanti alla chiesa. Durante la cerimonia, il cantante degli U2 Bono intonò il brano Blue Skies, mentre l'uscita della bara bianca dalla chiesa battista fu accompagnata da These Boots Are Made for Walking, nella versione incisa dalla stessa Yates. In seguito, il corpo della Yates fu cremato presso il Kent County Crematorium e l'urna contenente le ceneri venne deposta in un luogo rimasto sconosciuto.
Mercoledì 8 novembre 2000 furono resi noti i risultati dell'autopsia, condotta dal Dott. Paul Knapman: l'autopsia rivelò che nel corpo della conduttrice televisiva erano presenti 0,3 milligrammi di morfina per litro di sangue e stabilì che la morte non fu dovuta a un suicidio bensì a un "incauto e occasionale abuso di eroina". Pare infatti, che la Yates non fosse dedita all'uso abituale di eroina, secondo quando dichiarato anche dal Dott. Ian West che, effettuando la prima ispezione sul cadavere, non aveva riscontrato segni sulle braccia che potessero portare a quella conclusione.
In seguito, si aprì una battaglia legale per la custodia delle figlie di Paula Yates (Fifi Trixibelle, Peaches Honeyblossom e Pixie) tra i suoi familiari e l'ex-marito della conduttrice televisiva, Bob Geldof. La battaglia fu vinta da quest'ultimo, che adottò anche Heavenly Hirrani Tiger Lily, la figlia che l'ex-moglie ebbe da Michael Hutchence. Il giudice non accordò alla sorella di Hutchence l'affidamento della nipote, che avrebbe portato a vivere con lei in California. La stessa Tiger Lily fu accolta in casa da Geldof immediatamente dopo la morte della madre.

## Programmi televisivi (lista parziale)
- The Tube (1983-1983)
- The Big Breakfast (1992-1995)
- BRIT Award (1994)
- The Wednesday Weepie (1993)
- Sex with Paula (1995)
- Top Ten (1998)

## Opere letterarie
- Rock Stars in Their Underpants (1980)
- A Tail of Two Kitties (1985)
- Blondes (n. 1985)
- Sex With Paula Yates (1995)
- The Fun Starts Here (1990)
- The Fun Don't Stop: Loads of Rip-roaring Activities for My Loveand Behind The Sunr Toddler (1991)
- And the Fun Goes On: A Practical Guide to Playing and Learning with Behind The Sunr Pre-school Child (1991)
- Lionel Richie (1993)

## Discografia
- These Boots Are Made for Walking (1982)